# 56-й гвардейский миномётный полк реактивной артиллерии
56-й гвардейский миномётный Бахмачско-Бранденбургский Краснознамённый орденов Суворова, Кутузова и Александра Невского полк — воинская часть Вооружённых сил СССР в Великой Отечественной войне.

## История
Сформирован в мае 1942 года в Москве как 56-й гвардейский миномётный полк реактивной артиллерии. В его состав вошли 281, 282 и 283-й отдельные гвардейские миномётные дивизионы. Участвовал в боях на ржевском направлении (июль 1942), в Сталинградской битве, Черниговско-Припятской и Калинковичско-Мозырской наступательных операциях, освобождении Белоруссии и Польши, Берлинской наступательной операции.
Первый залп по врагу полк произвёл на Западном фронте 30 июля 1942 года на ржевском направлении. В боях за Сталинград вёл огонь по скоплениям живой силы и техники противника в районе Тракторного завода. В этих боях мужественно сражались со врагом все гвардейцы полка. В июне 1943 полк был направлен на Центр, фронт в район Севска, участвовал в боях за Бахмач, Калинковичи. Действуя в составе войск 1-го Белорусского фронта, поддерживал наступающие войска в Бобруйской операции, участвовал в штурме города-крепости Прага (предместье Варшавы), в ликвидации плацдарма немецко-фашистских войск на берегу Вислы. В конце февраля 1945 года полк вышел к р. Одер, южнее Франкфурта, и, поддерживая огнём наступающие части, 22 апреля достиг канала Одер — Шпре. Последний залп произвёл по противнику 2 мая 1945 в районе Бенделин (сев.-западнее Берлина) при штурме Берлина.
За период боевых действий полк произвёл 43 полковых, 193 дивизионных и более 240 батарейных залпов, израсходовав 47 тысяч снарядов. Огнём реактивных установок было рассеяно и уничтожено около 10 полков пехоты, подавлено св. 70 артиллерийских и миномётных батарей, подбито 30 танков, самоходных орудий и бронетранспортёров, уничтожено 180 автомашин противника. Полку присвоены почётные наименования Бахмачского (9.9.43) и Бранденбургского (5.4.45). Полк был также награждён орденами Красного Знамени (9.8.44), Суворова 2-й степени (15.1.44), Кутузова 3-й степени (11.6.45) и Александра Невского (31.10. 44). Около 900 воинов награждены ордена¬ми и медалями.

## Состав
Гвардейский миномётный полк (ГМП) артиллерии Резерва Верховного Главного Командования (РВГК)  по штату состоял из трёх дивизионов трёхбатарейного состава. Каждая батарея имела четыре боевые машины.
- 281-й отдельный гвардейский миномётный дивизион
- 282-й отдельный гвардейский миномётный дивизион
- 283-й отдельный гвардейский миномётный дивизион

С 28 июля 1944 года:
- 1-й гвардейский миномётный дивизион
- 2-й гвардейский миномётный дивизион
- 3-й гвардейский миномётный дивизион

## Подчинение
В составе: Северо-Западного фронта, Южного фронта, 4-го Украинского фронта, 1-го Украинского фронта.

## Командиры
Полком командовали:
- майор Ерёменко Владимир Фёдорович (с мая по сен. 1942, затем Нач. АОГ ГМЧ ЮЗФ (11.1942),
- капитан Семендчев З. А. (8 — 11.1942),
- майор / подполковник Шаповалов Александр Трофимович (с 10.1942 — 9.1945),
- майор Журавлёв Леонид Анатольевич (10.1945);
- майор В. Ф. Ерёменко (май — сентябрь 1942),

нач.штаба: капитан Слащев Гавриил Михайлович (1.1943, затем НШ 16 ГМБр), капитан / майор Соболев Николай Александрович (с 1.1944);
замком по с/ч майор Тарасов Николай Афанасьевич (убит 24.06.1944), майор Журавлёв Леонид Анатольевич (1945, в 10.1945 — ком-р полка);
военком бат.ком. Иевлев И. Д. (1942);  замполит майор Меркушев (1945);
Командиры дивизионов:
- 281 огмдн / 1 — капитан Тарасов Николай Афанасьевич (в 1944 — замком), капитан Агафонов Александр Григорьевич (1944), майор Хренов Виктор Васильевич (1945);
- 282 огмдн / 2 — капитан Иванов Николай Николаевич (1944), майор Шеволдаев Александр Павлович (1945); нш — ст. л-т Соловьёв Борис Александрович (1945);
- 283 огмдн / 3 — капитан Давиденко Георгий Емельянович (с 9.1942, с 1.1945 — ком-р 1-го д-на 54 ГМП), капитан Слащев Гавриил Михайлович (10 — 11.1942, затем НШ полка), ст. л-т Ширин Константин Васильевич (с 1.1943, с 1.1945 — нш 1-го д-на 23 ГМП), капитан Денисов Анатолий Иванович (10.1943, затем ком-р 1 бат. 3 д-на 316 ГМП), капитан Глазко Александр Александрович (1944, в 1943 — нш 282 д-на), капитан Шлыков Николай Фёдорович (1945), капитан Шпанов Борис Александрович (с 4.1945); нш — ст. л-т Газаов Савелий Тебоевоч (1944, в 1945 — нш 2-го д-на 75 ГМП);

## Награды и наименования
| Награда (наименование)                  | Дата награждения     | За что получена |
| --------------------------------------- | -------------------- | --- |
| Почётное звание Гвардейский             | май 1942             | При формировании |
| Почётное наименование «Бахмачский»      | 9 сентября 1943 года | За отличия в боях за г. Бахмач |
| Почётное наименование «Бранденбургский» | 5 апреля 1945 года   | За отличия в боях за г. Бранденбург |
| Орден Красного Знамени                  | 15 марта 1943 года   | За образцовое выполнение заданий командования при прорыве обороны немецко-фашистских войск на львовском направлении и проявленные при этом личным составом мужество и отвагу |
| Орден Суворова II степени               | 15 января 1944 года  | За участие и отличия в боевых действиях в Бобруйской операции. |
| Орден Кутузова III степени              | 11 июня 1945 года    | За высокое воинское мастерство при обеспечении штурма Берлина — орденом Кутузова 3-й степени                                                                                 |
| Орден Александра Невского               | 31 октября 1944 года | За образцовое выполнение заданий командования при прорыве обороны немецко-фашистских войск на львовском направлении и проявленные при этом личным составом мужество и отвагу |

## Память
- Наименование полка высечено на мемориальной плите в сквере Победы .